# Pochazia nigropunctata
Pochazia nigropunctata är en insektsart som beskrevs av Victor Antoine Signoret 1860. Pochazia nigropunctata ingår i släktet Pochazia och familjen Ricaniidae. Inga underarter finns listade i Catalogue of Life.